# Riksväg 18, Finland

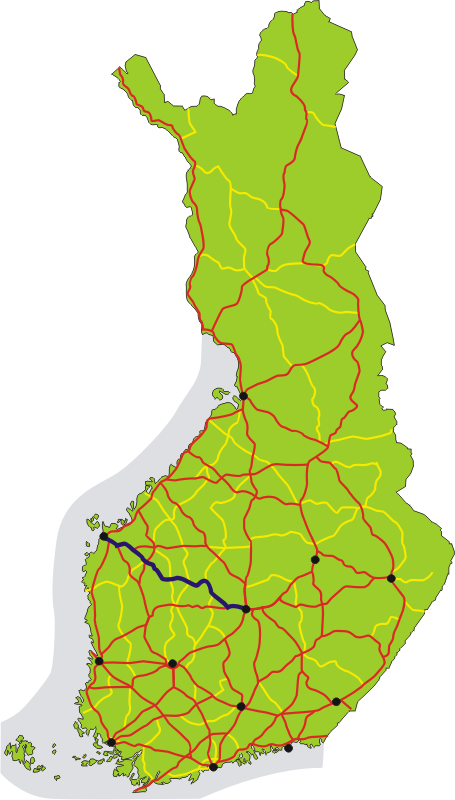
Riksväg 18 markerad med mörkblått på kartan

Riksväg 18 är en av Finlands huvudvägar. Den går från Vasa till Jyväskylä.

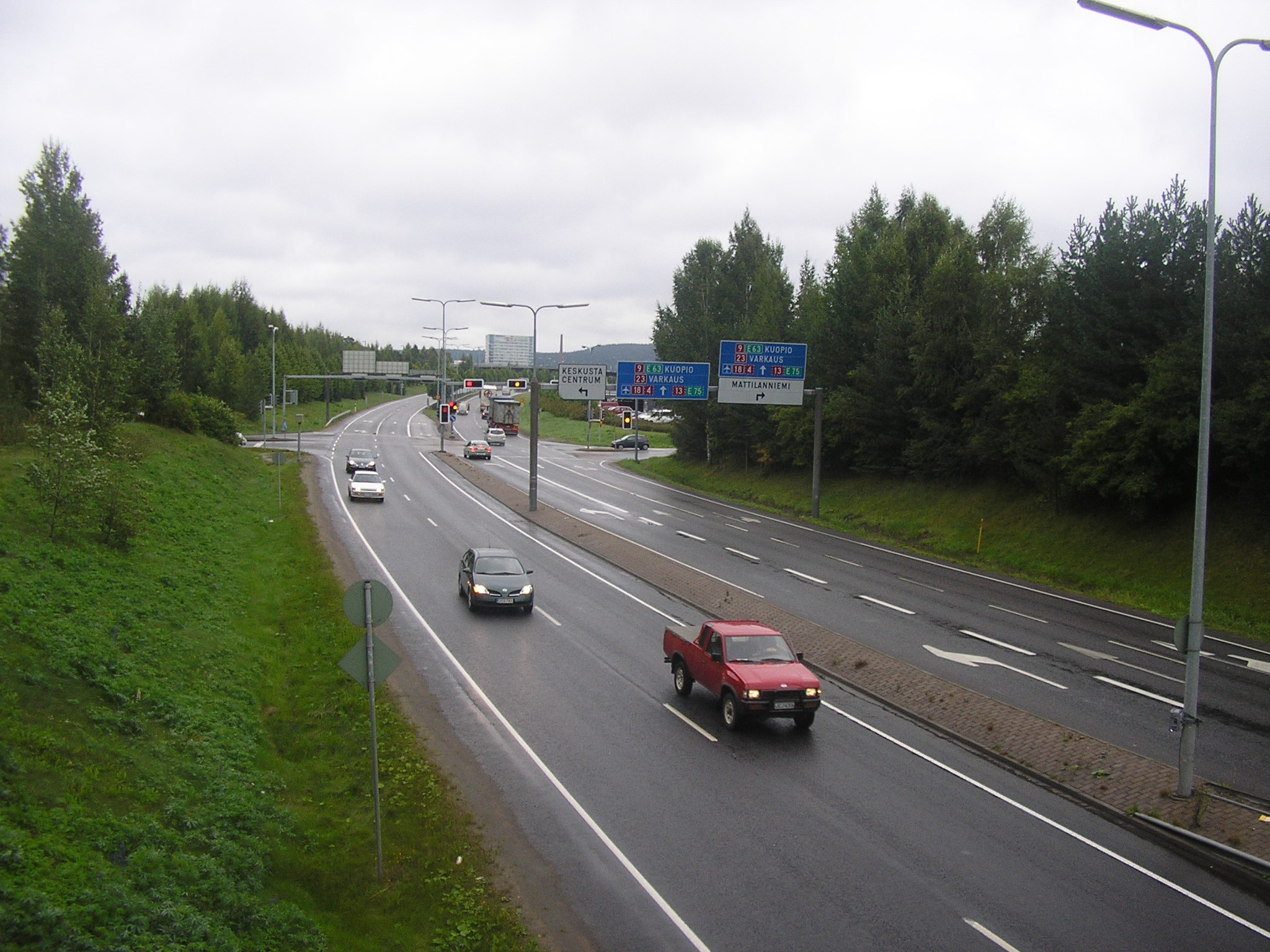
Riksväg 18 i Jyväskylä

- Wikimedia Commons har media som rör Riksväg 18, Finland.